# Șimian, Mehedinți
Șimian là một xã thuộc hạt Mehedinți, România. Dân số thời điểm năm 2002 là 9671 người.